# سیارک ۵۹۹۲
سیارک ۵۹۹۲ (به انگلیسی: 5992 Nittler، نامگذاری:1981DZ) پنج هزار و نهصد و نود و دومین سیارک کشف شده‌است که در ۲۸ فوریه ۱۹۸۱ کشف شد.